# Описание Уральских и Сибирских заводов
Описа́ние Ура́льских и Сиби́рских заво́дов — монография 1735 года, написанная коллективом авторов под руководством Г. В. де Геннина. Посвящена деятельности горных заводов Урала и Сибири в начале XVIII века. Впервые книга, снабжённая предисловием академика М. А. Павлова, была опубликована в 1937 году в Москве, до этого существовала в виде рукописей.
Является важным историческим источником, особую ценность представляют содержащиеся в рукописях многочисленные иллюстрации и чертежи.

## История создания
Будучи главой уральской горной администрации в 1722—1734 годах, Г. В. де Геннин в 1725 году получил запрос Берг-коллегии о показателях работы уральских заводов. Не имея такой информации в готовом виде, он дал указание собрать необходимые сведения с подведомственных заводов и рудников и оформить их в виде отчёта. В 1729—1730 годах де Геннин отчитывался перед Сенатом о работе предприятий на основе собранных отчётов и получал замечания, касающиеся полноты представленной информации. Соответствующие указы о дополнении отчётов он отправлял почтой в Екатеринбург.
В 1731 году А. Ф. Томилов представил де Геннину описание казённых уральских заводов, составленное по его приказу. Некоторые заводы в отчёте Томилова были освещены недостаточно, в частности де Геннин поручил доработать описание Пыскорского завода. В 1733 году для подготовки описания Нерчинских заводов он отправил Д. Долгорукова. Впоследствии все эти документы легли в основу его труда под названием «Описание Уральских и Сибирских заводов». В издании книги де Геннин видел целью опубликовать отчёт о своей работе в должности командира уральских заводов, а также зафиксировать передовые порядки ведения горнозаводского хозяйства, отработанные на личном опыте.
В книге содержится информация об истории возникновения, ходе строительства заводов, характеристика оборудования, сведения о количестве и качестве продукции, расходах сырья, заводских штатах и финансах. Наибольшее внимание уделено главному Екатеринбургскому заводу, другие казённые заводы описаны коротко с указанием основных характеристик, а частные заводы Строгановых и Демидовых только перечислены. Из сибирских предприятий в Описание включены два завода — Колыванский и Нерчинский. Текст снабжён подробными рисунками и чертежами оборудования, отчётами о количестве и качестве продукции, а также таблицами с приходом и расходом денежных средств и материалов.
В 1735 году после отъезда де Геннина с Урала рукопись была представлена на рассмотрение Анне Иоанновне и Сенату. После этого, несмотря на очевидную ценность содержащейся информации, труд не был опубликован. Причиной этому называют негативное отношение окружения императрицы к перспективам развития горного дела. Книга неоднократно переписывалась и использовалась инженерами и историками в качестве учебного пособия, в номерах 7—12 Горного журнала за 1828 год были опубликованы отрывки рукописи. Впервые книга, снабжённая предисловием академика М. А. Павлова, увидела свет в 1937 году в московском издательстве «История заводов» тиражом 10 000 экземпляров. Переиздание состоялось в 2009 году.

## Авторство
Несколько историографических исследований посвящено установлению авторства книги. Общепринятое мнение и факты состоят в том, что книга написана коллективом авторов, собиравших информацию в 1725—1734 годах под руководством де Геннина, который представил отчёт императрице и Сенату в 1735 году. Для сбора информации по заводам де Геннин выделил адъютанта А. Уварова и пробирщика Я. Овцына, для составление отчётов — подканцеляриста И. Мелентьева. Вероятно, часть информации попала в итоговую рукопись в виде не подвергшихся редактуре отчётов управляющих заводами. 8 апреля 1734 года де Геннин издал указ о создании специальной комиссии по составлению описания.
По мнению В. Г. Карелина, к соавторам описаний Екатеринбургского, Уктусского, Каменского заводов и заводов цесаревны Анны, цесаревны Елизаветы и императрицы Анны следует отнести Уварова и Мелентьева, а к соавторам описаний Алапаевского, Синячихинского, Лялинского, Пыскорского и Ягошихинского — Овцына и Мелентьева.

## Иллюстрации
Отдельное внимание исследователей и историков привлекли иллюстрации к рукописи. Среди авторов схем и иллюстраций известны М. С. Кутузов, которому в 1727 году де Геннин поручил выполнить чертежи всех заводов и рудников для предоставления в Берг-коллегию и Кабинет её Императорского Величества, запретив использовать для других целей. Также в книге использованы рисунки маркшейдера А. А. Татищева, вице-маркшейдера В. Горчакова и канцеляриста И. Ушакова. К приведении чертежей к единому формату привлекались ученики Екатеринбургской арифметической школы.
По классификации, предложенной Н. Б. Баклановым в 1935 году, все иллюстрации в рукописи можно разделить на следующие виды:
1. Чертежи и рисунки, на которых изображены производственные процессы или отдельные машины, части оборудования, планы фабрик.
2. Рисунки деталей машин, инструментов и образцов продукции.
3. Общие виды заводов и рудников.
4. Цветные изображения образцов руд и минералов, некоторые из которых для наглядности снабжены вклеенными слюдянными пластинками или посыпаны толчёным минералом.
5. Карты отдельных местностей Урала.
6. Другие иллюстрации, не относящиеся напрямую к тексту.

Количество рисунков в каждом экземпляре рукописи отличается от другого. В цветовой гамме преобладают бледные тона зелёного и коричневого цветов для передачи почвы и растительности, розового цвета — для различных построек, голубого цвета — для изображений неба и воды, серого цвета — для одежды рабочих. При этом наряду с техническими рисунками и схемами рукописи содержат общие виды городов-заводов, зарисовки археологических находок, не относящиеся напрямую к тексту, но имеющие историческое значение и художественную ценность.

## Известные экземпляры
Местонахождение и судьба оригинального экземпляра рукописи, подаренного Анне Иоанновне, остаётся неизвестным. Четыре копии хранятся в Санкт-Петербурге: в Российской национальной библиотеке, в архиве Санкт-Петербургского института истории РАН (два экземпляра) и в библиотеке Горного института. Одна копия находится в фондах Государственного исторического музея в Москве. В 2003 году была обнаружена ещё одна копия в Нью-Йоркской публичной библиотеке.
Экземпляры, хранящиеся в Российской национальной библиотеке и один из экземпляров Санкт-Петербургского института истории РАН (ранее принадлежал библиотеке Академии наук), считаются наилучшими копиями, максимально близкими к оригиналу. Остальные экземпляры скопированы с этих.

## Критика
В публикациях 1955 года П. П. Бажов отмечал ярко выраженный хвалебный по отношению к де Геннину тон вводной статьи М. Ф. Злотникова к изданию 1937 года.
В издании 2008 года В. В. Алексеев и Д. В. Гаврилов считают, что де Геннин в книге преувеличил собственные достижения и роль иностранных инженеров в развитии металлургического производства на Урале. Тем не менее, учёные называют книгу ценных историческим источником, особенно подчёркивая ценность иллюстраций и чертежей.